# Teotyk
Teotyk – imię męskie pochodzące od greckiego Theótychos, złożone z członów: theo-, 'Bóg' i -tychos, 'zrządzenie'. Patronem tego imienia jest św. Teotyk, jeden z towarzyszy św. Ariana (IV w.).
Teotyk imieniny obchodzi 8 marca.
W innych językach:
- (łac.) Theoticus, Theotychus
- (wł.) Teotico